# Taubenturm Salbke

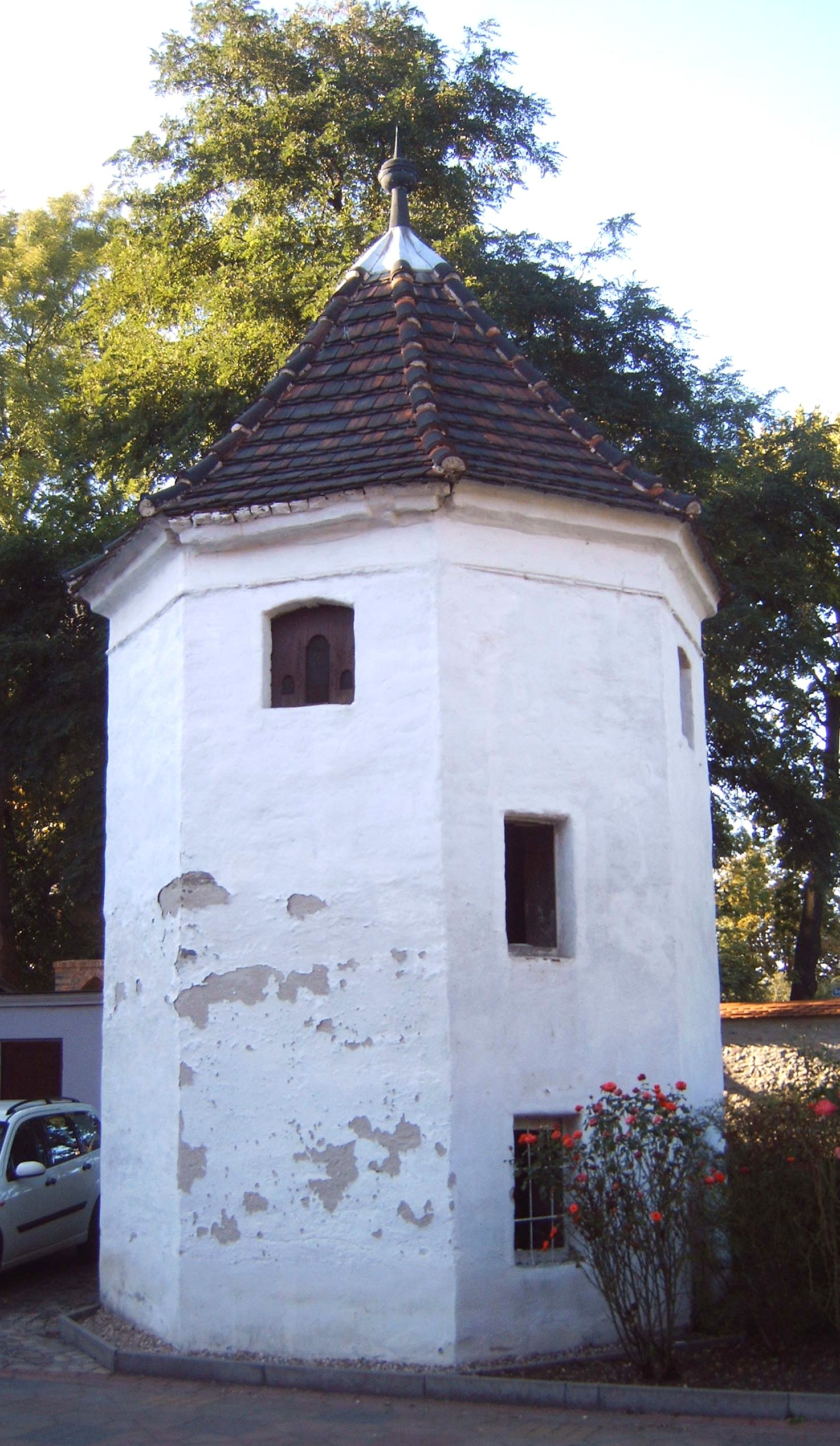
Taubenturm Salbke

Der Taubenturm ist ein Baudenkmal im Magdeburger Stadtteil Salbke.

## Geschichte
Die genaue Entstehungszeit des Turms ist unbekannt. Sie wird zum Teil bereits im 17. oder 18. Jahrhundert vermutet, andere Angaben gehen vom 19. Jahrhundert aus. Der Bau entstand im Innenhof des Pfarrhofes (Greifenhagener Straße Nr. 3) der evangelischen Sankt-Gertraud-Kirche. Vermutlich wegen des Fehlens anderer finanzieller Unterstützungen versorgte sich der damalige Pfarrer selbst mit landwirtschaftlichen Gütern. Eine Renovierung des Turms erfolgte im Jahr 1981.

## Architektur
Der achteckige Turm ist aus Bruchsteinen gemauert und verputzt. Das gleichfalls achteckige Dach ist pyramidenförmig und mit Ziegeln gedeckt. Als Turmspitze dient eine Kugel.